# フェリペ・プロスペロ・デ・アウストリア
フェリペ・プロスペロ・デ・アウストリア （スペイン語全名:Felipe Próspero José Francisco Domingo Ignacio Antonio Buenaventura Diego Miguel Luis Alfonso Isidro Ramón Víctor de Austria、1657年11月20日 - 1661年11月1日）は、スペインのアストゥリアス公。

## 生涯
スペイン王フェリペ4世と2度目の王妃マリアナ・デ・アウストリアの第3子として、マドリードで生まれた。1646年にフェリペ4世の王子バルタサール・カルロスが死去して以降、スペイン・ハプスブルク家には男子の王位継承予定者が生まれず、待望の王子であったフェリペ・プロスペロは大きな喜びを持って迎えられた。出生後、ただちにアストゥリアス公位を授けられた。
1659年に宮廷画家ディエゴ・ベラスケスが描いた『フェリペ・プロスペロ王子』像は、幼子に対する深い優しいまなざしだけでなく、王子が生まれながらに病弱であることを劇的に反映させている。この絵は現在ウィーンの美術史博物館が所蔵している。
1661年、弟カルロス王子（のちのカルロス2世）誕生のわずか数日前、フェリペ・プロスペロは3歳で病没した。